# National Film Registry

National Film Registry är registret över de filmer som väljs av USA:s National Film Preservation Board för bevaring i Library of Congress. Styrelsen, som grundades genom National Film Preservation Act 1988, blev åter godkänd av kongressen 1992, 1996 och 2005. En lag från 1996 låg till grund för det icke-kommersiella National Film Preservation Foundation som arbetar tillsammans med National Film Preservation Board, men får sina pengar från den privata sektorn.
National Film Registry ska bevara upp till tjugofem "kulturellt, historiskt eller estetiskt viktiga" filmer varje år; för att kunna väljas måste filmerna vara minst tio år gamla. Filmerna behöver inte vara långfilmer eller ha haft en biopremiär. Registret ska uppvisa hela spektret och mångfalden inom amerikansk film, och innefattar filmer från Hollywoodklassiker till journalfilmer, stumfilmer, experimentell film, filmer utan upphovsrättsskydd, viktiga klipp från amatörer, dokumentärfilmer och independentfilmer. I december 2019 fanns det 775 stycken filmer bevarade i National Film Registry.